# Olivia (film)
|  | Denne artikel er oprettet af botten Steenthbot ud fra en ekstern database. Den kan derfor have sproglige fejl eller mangler. Denne skabelon kan fjernes efter kontrol af indholdet. |

 For alternative betydninger, se Olivia (flertydig). (Se også artikler, som begynder med Olivia)
Olivia er en dansk filmskolefilm fra 2020 instrueret af Stine Likodelle.

## Handling
Olivia er adopteret fra Haiti. Hun er vokset op i en hvid verden og har under hele sin barndom og ungdom ihærdigt afskrevet sin biologiske arv. Hverdagsracismen, som hun altid har ignoreret, bliver for alvor sat på spidsen, da en bytur med veninderne tager en ubehagelig drejning. Den mørke og mystiske Zakaria kommer hende til undsætning, og Olivia begynder at stille spørgsmål omkring sin identitet.

## Medvirkende
- Diêm Camille, Olivia
- Hervé Touré, Zakaria
- Jakob Åkerlind, Oliver
- Carla Philip Røder, Vibe
- Kevin K. Yuven, Kassemanden Prince
- Minna Flyvholm Tode, Josefine
- Marco Marc, Jakob